# Stadion Miejski w Kawarnie
Stadion Miejski – stadion sportowy w Kawarnie, w Bułgarii. Został otwarty w 1968 roku. Może pomieścić 5000 widzów. Swoje spotkania na stadionie rozgrywają piłkarze klubu Kaliakra Kawarna. Obiekt był jedną z aren piłkarskich Mistrzostw Europy kobiet U-17 w 2019 roku. Rozegrano na nim cztery spotkania fazy grupowej oraz jeden mecz półfinałowy tego turnieju.